# Dwór w Łękanowie
Dwór w Łękanowie – zabytkowy dwór wybudowany w XIX w. w Łękanowie – wsi Łękanów w Polsce, w województwie dolnośląskim, w powiecie górowskim, w gminie Niechlów.

## Historia
Majątek powstał w XVIII-XIX w., a od 1880 właścicielem był hrabia Alfred Schlabrendorf-Seppau z rodu ordynatów Seppau (powiat głogowski). Do 1937 r. majątek należał do ordynacji. Jego częścią był zespół z dworem (na starych pocztówkach określany jako pałac, niem. Schloss), parkiem i folwarkiem z podwórzem, w części obecnie objęty ochroną Dolnośląskiego Wojewódzkiego Konserwatora Zabytków. Po wojnie wydzielono z majątku zespół, który przekazano Państwowemu Gospodarstwu Rolnemu Naratów. W trakcie użytkowania oraz po likwidacji PGR zespół uległ znaczącym przekształceniom wnętrz, a reprezentacyjny dwór zamieniono w mieszkania. Budynki i park zaniedbano. W roku 2013 właściciel zespołu, Agencja Nieruchomości Rolnych Skarbu Państwa, sprzedał go w przetargu nieograniczonym prywatnemu inwestorowi, który planuje rewitalizację zabytku i urządzenie w nim hotelu. Obiekt jest częścią zespołu dworskiego, w skład którego wchodzą jeszcze park oraz budynki folwarczne.

## Opis
Od frontu  mansardą z trójkątny frontonem zawierającym kartusz z herbem właściciela Alfreda von Schlabrendorf.

## Galeria

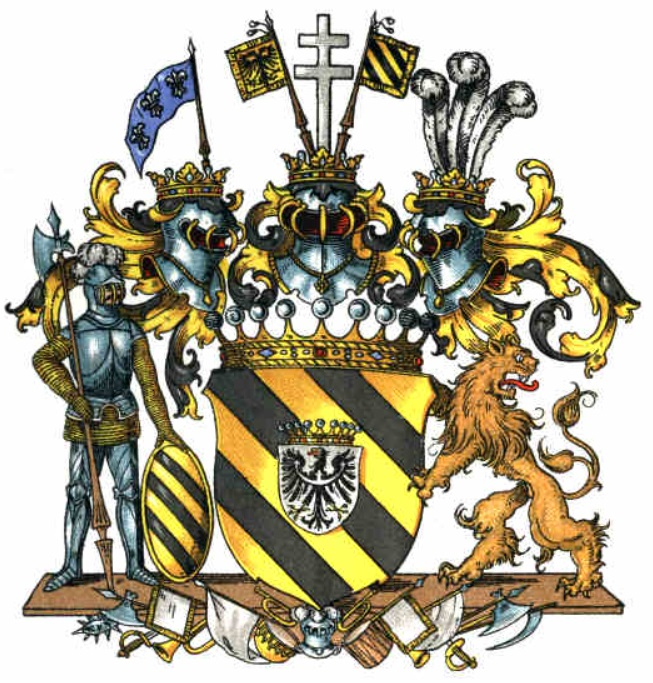
Herb Alfreda von Schlabrendorf
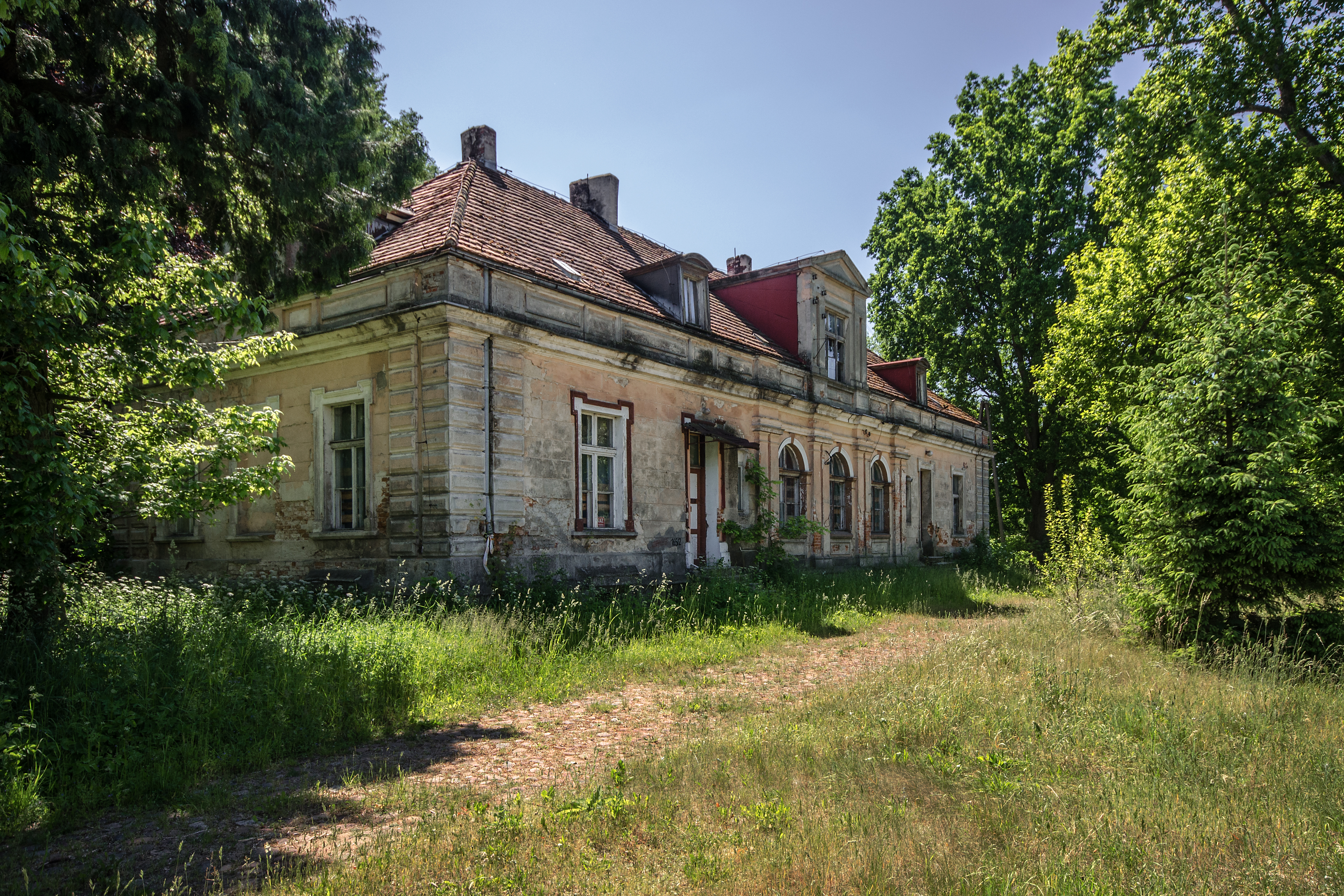
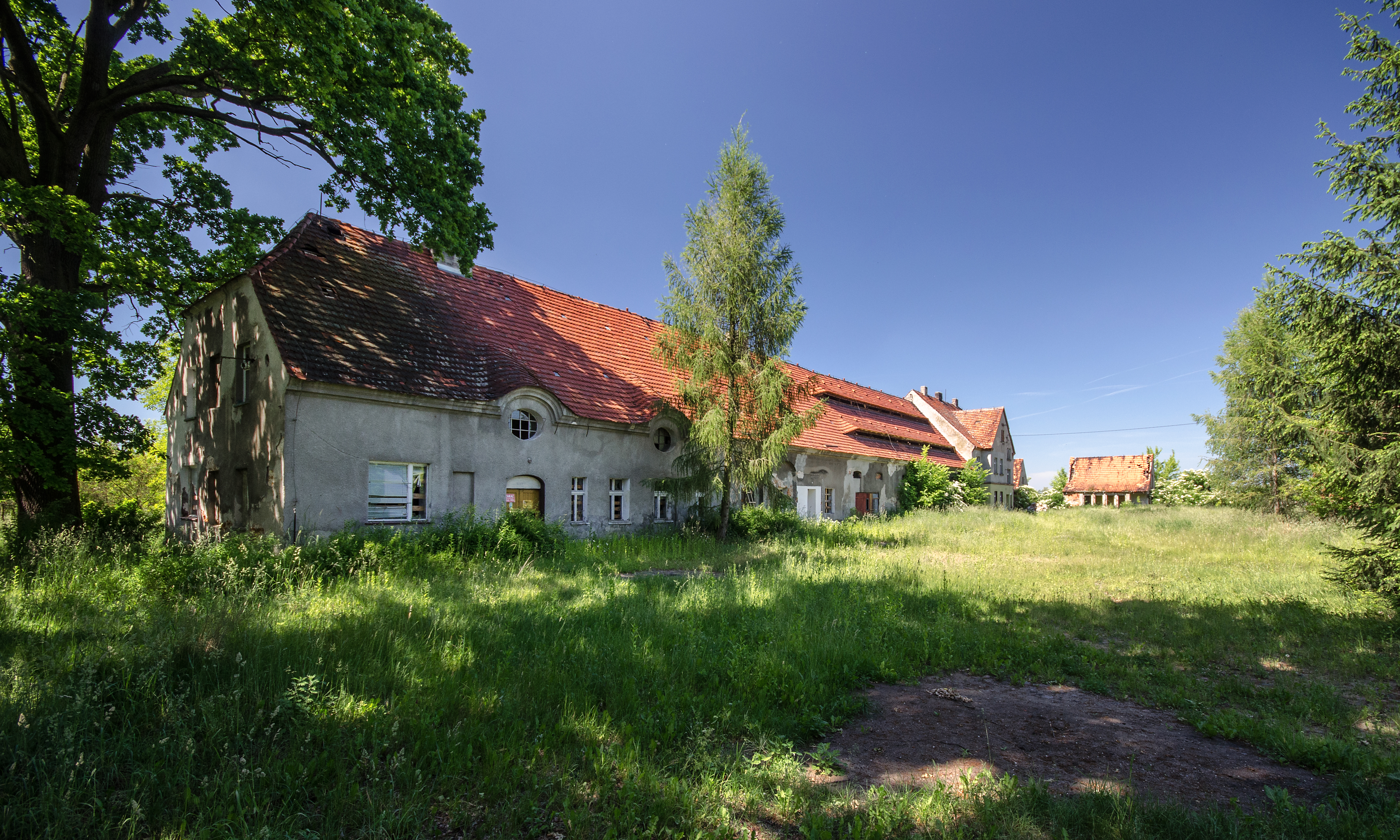
Budynek folwarczny